# 盐仓 (阿维尼翁)
盐仓（Grenier à sel）是法国阿维尼翁的一座历史建筑，昔日的贮盐仓库，靠近城墙边和罗纳河。现为文化展览和音乐表演场地，以及阿维尼翁节场地。

## 历史
阿维尼翁的第一个贮盐仓库建于1363年。经过多次拆除和重建，目前的建筑建于1758年，建筑师让·安杰洛·布朗。1984年11月16日列为法国历史古迹。